# Цвікау (район, до 2008)
Цвікау (нім. Landkreis Zwickauer Land) — колишній район у Німеччині.
Центром району було місто Вердау. Входив до землі Саксонія. Був підпорядкований адміністративному округу Кемніц. Займав площу 511,03 км², з населенням 127 925 осіб. Густота населення становила 250 осіб/км².
Офіційний код району був 14 1 93.
Район поділявся на 17 громад.

## Міста та громади
Міста
1. Кріммічау (22 376)
2. Гартенштайн (5 071)
3. Кірхберг (9 461)
4. Вердау (24 368)
5. Вільденфельс (4 005)
6. Вількау-Гаслау (11 810)

Об'єднання громад
Управління Кріммічау-Деннгеріц
Управління Кірхберг
Громади
1. Крініцберг (2 304)
2. Денгеріц (1 465)
3. Гартмансдорф-Кірхберг (1 475)
4. Гіршфельд (1 282)
5. Фрауройт (5 780)
6. Лангенбернсдорф (3 986)
7. Лангенвайсбах (2 858)
8. Ліхтентанне (7 114)
9. Мюльзен (12 521)
10. Нойкірхен (4 439)
11. Райнсдорф (8 721)